# Коали
Коалите (Phascolarctos) са род торбести бозайници с един съвременен вид и три измрели и известни за науката. Името на таксона е дадено от френския зоолог Хенри Бленвил през 1816 г.

## Видове
- Phascolarctos cinereus[2]
- †Phascolarctos maris[2]
- †Phascolarctos stirtoni[2]
- †Phascolarctos yorkensis (преди видът е отнасян към род Cundokoala)[2]